# Friedrich VI. (Hessen-Homburg)

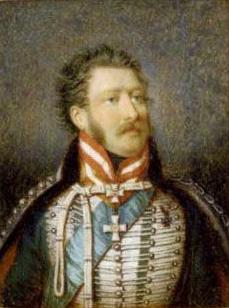
Landgraf Friedrich VI. von Hessen-Homburg, Gemälde von Giovanni Trossarelli

Friedrich VI. Joseph Ludwig Carl August (* 30. Juli 1769 in Homburg vor der Höhe; † 2. April 1829 ebenda) war von 1820 bis zu seinem Tod Landgraf von Hessen-Homburg.

## Herkunft
Er war der älteste Sohn des Landgrafen Friedrich V. und dessen Frau Karoline von Hessen-Darmstadt, einer Tochter des Landgrafen Ludwig IX. von Hessen-Darmstadt und Henriette Karoline von Pfalz-Zweibrücken, der großen Landgräfin.

## Früheres Leben
Er wurde gemeinsam mit seinem jüngeren Bruder Ludwig in religiös-humanistischem Geist erzogen. Sie studierten gemeinsam in Genf, dann trat der „Fritz“ gerufene ins österreichische Heer ein. Schon im Alter von neun Jahren war er zum russischen Infanterie-Hauptmann ernannt worden, eine Stellung, die er nie antrat. Es bestanden aber noch von Landgraf Friedrich III. bzw. dessen Söhnen her gute Beziehungen zum russischen Zarenhof.

## Karriere beim Militär

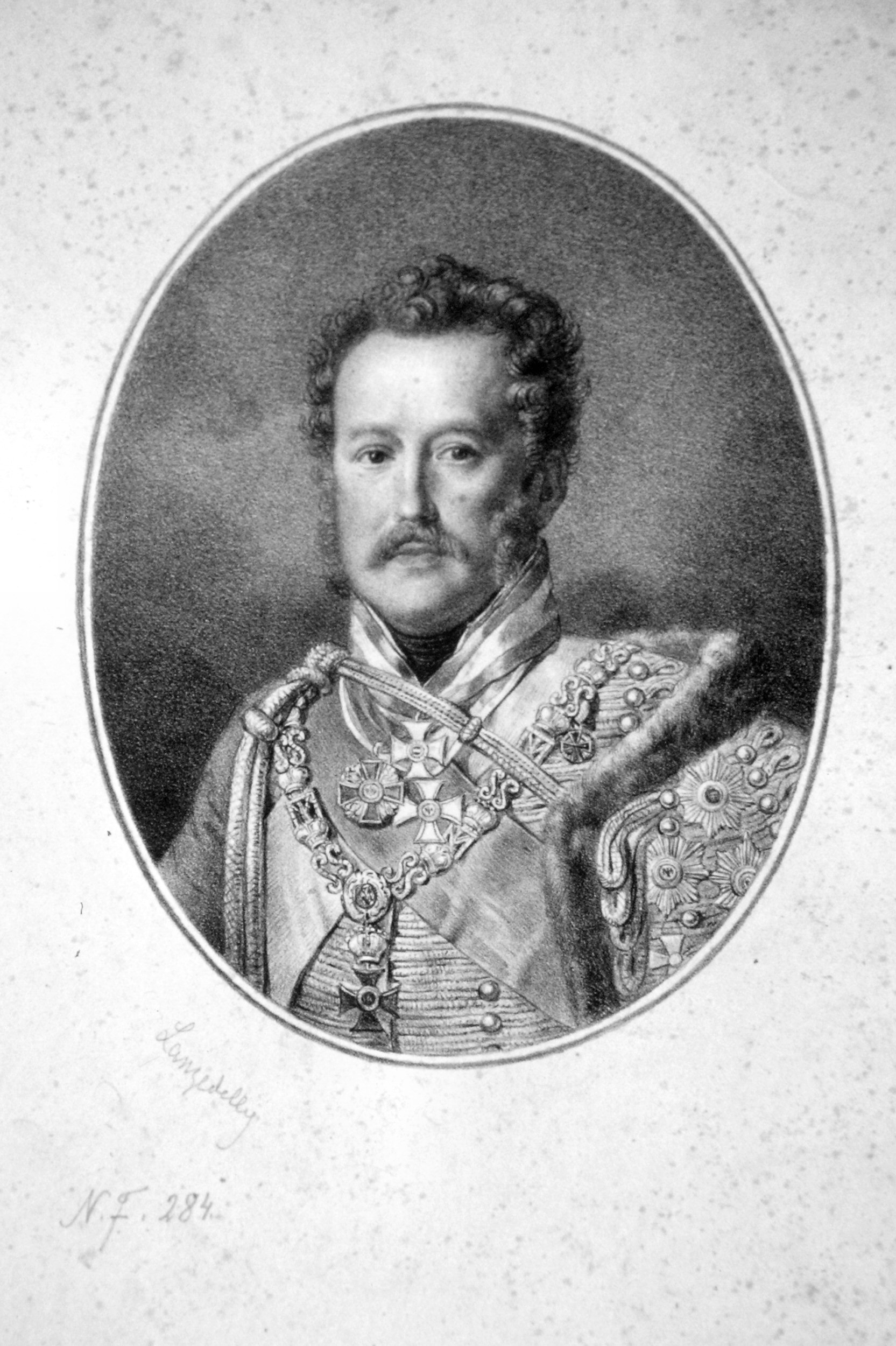
Friedrich VI. Josef, Lithographie von Joseph Lanzedelly der Ältere

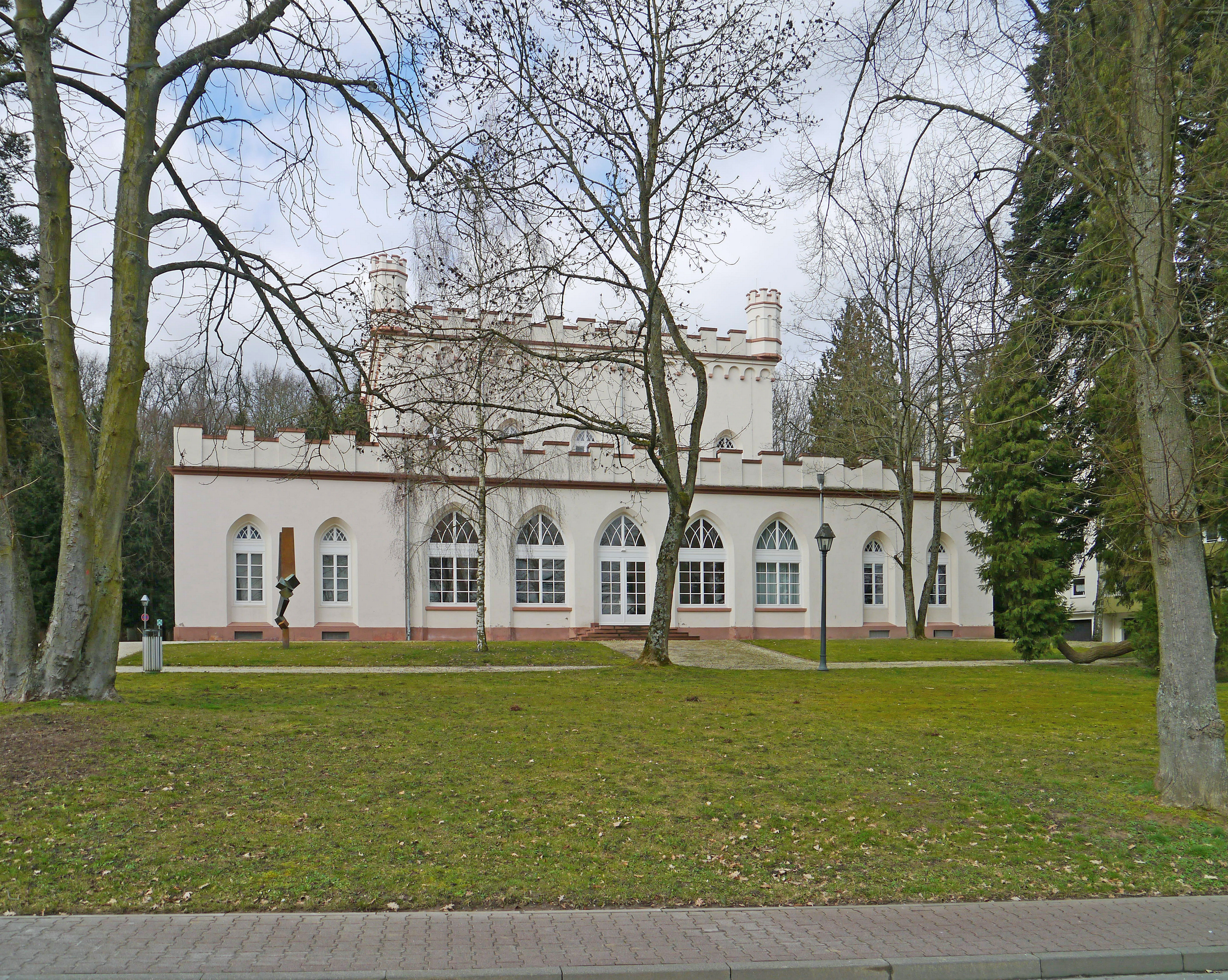
Das Gotische Haus, ein Jagdschloss welches seine Frau ab 1823 für ihn erbauen ließ.

Friedrich diente als Hauptmann im Infanterie-Regiment „von Stain“. Er war an der Niederschlagung des Brabanter Aufstands beteiligt und kämpfte mit der österreichischen Armee an der Seite Russlands in den Türkenkriegen. Beim Sieg der Österreicher in Kalafat stürmte Friedrich an der Spitze der Toskana-Husaren ein feindliches Lager; das brachte ihm das Ritterkreuz des Militär-Maria-Theresien-Ordens und die Beförderung zum Major eines Chevauleger-Regiments ein (19. Dezember 1790). 1792 war er  als Oberstleutnant im ersten Koalitionskrieg beim Kürassier-Regiment „Hohenzollern-Hechingen“ in Bayern. 1794 zum Oberst befördert, war Friedrich bis 1797 Kommandeur der Modena-Chevaulegers in Galizien. 1796 mit seinem Regiment der Oberrheinarmee zugeteilt, wurde er bei einem Gefecht bei Neuburg an der Donau verwundet. Die Napoleonischen Kriege beförderten den als „wagemutig“ bezeichneten Reiterführer steil die Karriereleiter hinauf: Als Generalmajor und Kommandeur einer Kavalleriebrigade unter Erzherzog Karl in Schwaben, nahm er an der Schlacht von Stockach (25. März 1799) teil. Im Jahr 1803 wurde Friedrich zum Inhaber des Husarenregiments Nr. 4 („Erbprinz von Hessen-Homburg“, kurz „Hessen-Homburg-Husaren“) ernannt. Im Dritten Koalitionskrieg von 1805 zum Feldmarschallleutnant befördert, diente er als Divisionskommandeur unter Feldmarschall Mack, nahm an der Schlacht bei Elchingen teil, wurde bei der Verteidigung der Donaubrücke verwundet und geriet in französische Kriegsgefangenschaft. 1809 nahm er wiederum unter dem Kommando Erzherzog Karls an der Schlacht bei Aspern teil. Er befehligte eine Kavallerie-Division im Reservekorps. In der Schlacht bei Wagram zeichnete er sich bei der Verteidigung von Aderklaa aus. 1813 wurde Friedrich zum General der Kavallerie befördert und nahm an der Schlacht um Dresden teil. Er befehligte das Zentrum zwischen Plauen und Strehlen. Mit seinen „Hessen-Homburg-Husaren“, Regimentskommandeur war sein Bruder Gustav, diente er als Kommandeur der „Armee-Reserve“ in der Völkerschlacht bei Leipzig und wurde schwer verwundet. 1814 nahm er erst Dijon und dann Lyon ein und wurde Oberbefehlshaber der Südarmee. 1815 wurde er mit dem Kommandeurskreuz des Maria-Theresien-Ordens ausgezeichnet. Im Range eines Generals der Kavallerie schied er 1819 aus dem österreichischen Dienst aus.

## Heirat

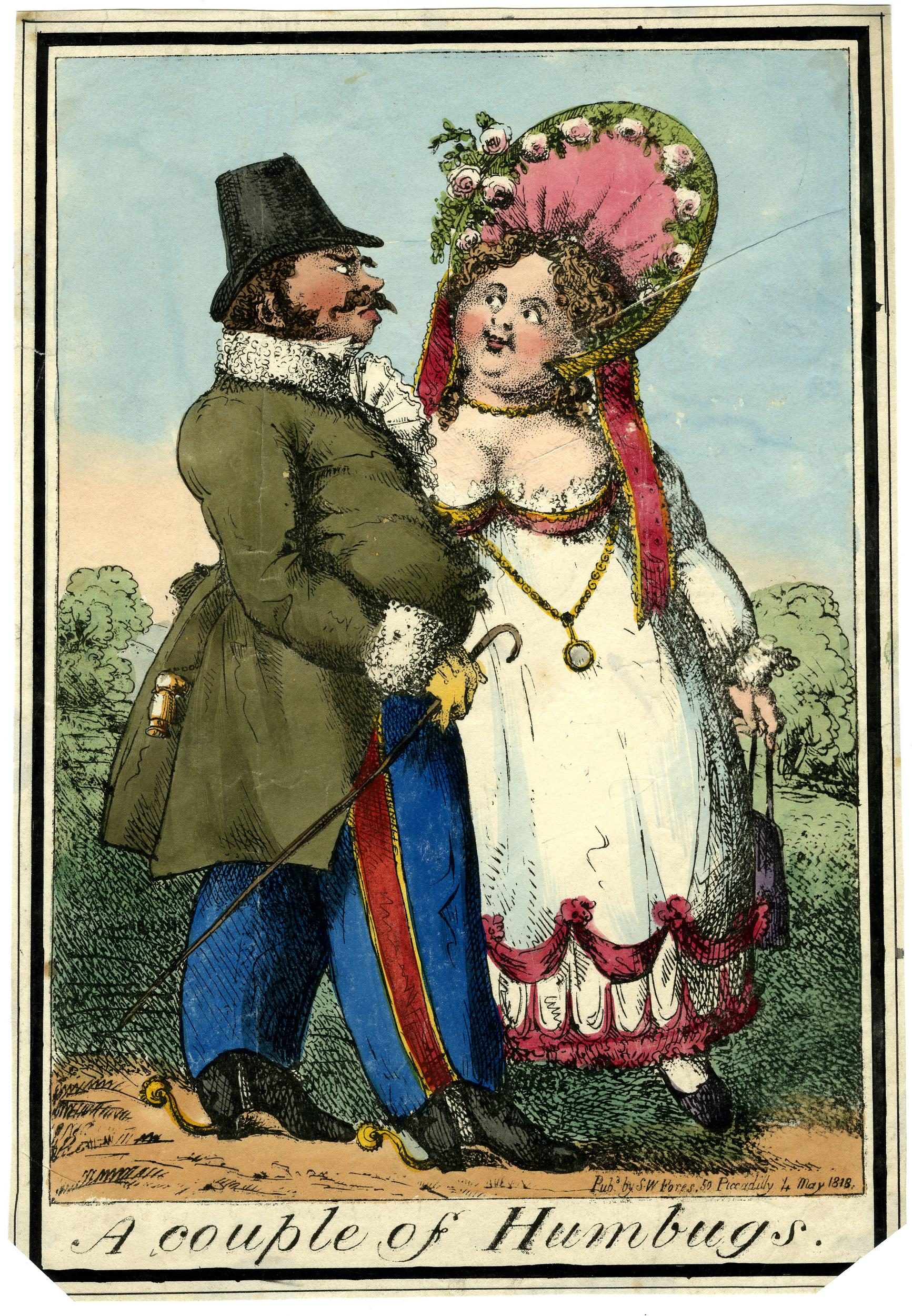
Zeitgenössische englische Karikatur zur Heirat Friedrichs mit Prinzessin Elisabeth

Dass Prinzessin Elisabeth von Großbritannien, Tochter des Königs Georg III., beim Anblick des Offiziers in seiner österreichischen Husarenuniform gesagt haben soll: „Wenn der ledig ist, den heirate ich!“, ist eine Anekdote. In Wirklichkeit war die Vermählung von langer Hand vorbereitet, zeigte Friedrich doch keinen Hang, sich zu vermählen. Weder eindringliche Vorstellungen des Vaters, der 1804 sogar für seinen Sohn um die Hand von Elisabeths älterer Schwester Augusta Sophia anhielt, noch eine Bittvorstellung der „volksvertretenden Behörden“ Hessen-Homburgs fruchteten.  Während des Wiener Kongresses fädelten der Herzog von Kent und der hessen-homburgische Bundesgesandte Johann Isaak von Gerning die Verbindung ein. Nachdem Friedrich noch einmal von allen Seiten bearbeitet worden war, reiste er am 15. Januar 1818 nach London, wo man ihn mit offenen Armen empfing. Am 4. Februar überreichte der künftige Bräutigam seinen schriftlichen Antrag und fand die Unterstützung des britischen Regenten Georg IV. Am 17. Februar fand die Verlobung und am 7. April 1818 die Trauung durch den Erzbischof von Canterbury im Buckingham Palace in London statt. Es war keine echte „Liebesheirat“, trotz gegenseitigen Einvernehmens und Respekts, sondern ein Agreement, mit dem beide gut zurechtkamen. Als Friedrich VI. im Januar 1820 an die Regierung kam, hatte er dank der Mitgift von 40.000 Talern und der jährlichen Apanage von 13.000 Pfund genug Geld, um den hessen-homburgischen Haushalt zu sanieren. Elisabeth hingegen konnte sich von der steifen Hofetikette verabschieden und sich selbst verwirklichen.
Das Paar war fast gleichaltrig und so war angesichts des Alters der Braut nicht zu erwarten, dass aus dieser Ehe Nachkommen hervorgehen würden. Friedrich hatte vier jüngere Brüder, von denen damals jedoch noch keiner Kinder hatte. Der Fortbestand des Hauses Hessen-Homburg war damit nicht gesichert.

## Späteres Leben
Als 1820 sein Vater starb, trat Friedrich seine Nachfolge als regierender Landgraf von Hessen-Homburg an. In seine Regierungszeit fielen umfangreiche Sanierungsmaßnahmen am Schloss, hier besonders am „Englischen Flügel“, und eine Mustermeierei wurde angelegt. Auch die Errichtung des Gotischen Hauses und der Wiederaufbau des Heiligen Grabes auf einem Bad Homburger Friedhof fallen in diese Zeit.
Völlig überraschend verstarb Friedrich VI. am 2. April 1829. Er ist in der Gruft des Bad Homburger Schlosses beigesetzt. Da seine Ehe kinderlos geblieben war, folgte ihm sein nächstjüngerer Bruder Ludwig.
Am Fuß des Weißen Turmes befindet sich in einer Nische die Sandsteinstatue von Landgraf Friedrich VI. in einer historisierend-spätmittelalterlichen Rüstung. Eine Erinnerungstafel an ihn befindet sich in der Befreiungshalle in Kelheim. Bis zu seinem Tod führte das österreichische Husaren-Regiment Nr. 4 den Titel „Erbprinz von Hessen-Homburg“.